# Парк им. Самеда Вургуна (Баку)
Парк имени Самеда Вургуна или Сад имени Самеда Вургуна (азерб. Səməd Vurğun bağı) — парк, расположенный неподалеку от привокзальной площади в Баку, Азербайджан. 

## История
Парк был обустроен в 1882 году.
Сквер ранее назывался Октябрьской площадью. Расположен на пересечении улиц 28 Мая и Фикрета Амирова. Сад охватывает площадь перед зданием Азербайджанской железной дороги.
С 1938 по 1959 год на территории парка действовал зоопарк.
В 1961 году на площади был установлен Памятник Самеду Вургуну. Автором памятника стал Фуад Абдурахманов, архитектором — Микаил Усейнов.
Парк был капитально реконструирован в 2009 году.